# Baltimore
Baltimore [ˈbɔːltɪmɔːɹ] (USA) ist die größte Stadt im US-Bundesstaat Maryland und als independent city (kreisfreie Stadt) seit 1851 nicht mehr Teil des benachbarten Baltimore County. Baltimore hat 585.708 Einwohner (Stand: Volkszählung 2020 des U.S. Census Bureau) und ist einer der bedeutendsten Seehäfen in den Vereinigten Staaten. Sie ist das Zentrum der Metropolregion Baltimore.
In Baltimore befinden sich das Wohnhaus und Grab des Schriftstellers Edgar Allan Poe und das des Schriftstellers und Satirikers Henry L. Mencken, der dort auch geboren ist. Baltimore ist weiterhin auch der Geburtsort des Baseballspielers Babe Ruth, des Schriftstellers Tom Clancy sowie des Musikers Frank Zappa und des Schwimmers Michael Phelps, der als erfolgreichster Olympionike aller Zeiten gilt. Baltimore war außerdem Inspirationsort für die amerikanische Nationalhymne. In der Stadt gibt es viele historische Gebäude und landesweit bekannte Denkmäler. Baltimore hat neben zwei großen Universitäten zahlreiche weitere Ausbildungseinrichtungen und Museen.

## Geografie

### Nachbar-Countys
- Das Baltimore County umgibt die Stadt fast ganz.
- Das Anne Arundel County hat im Süden eine nur kurze gemeinsame Grenze mit der Stadt.

## Geschichte

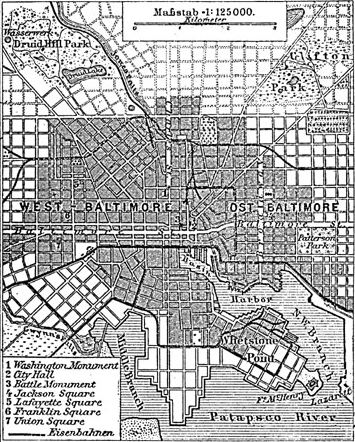
Stadtplan um 1888

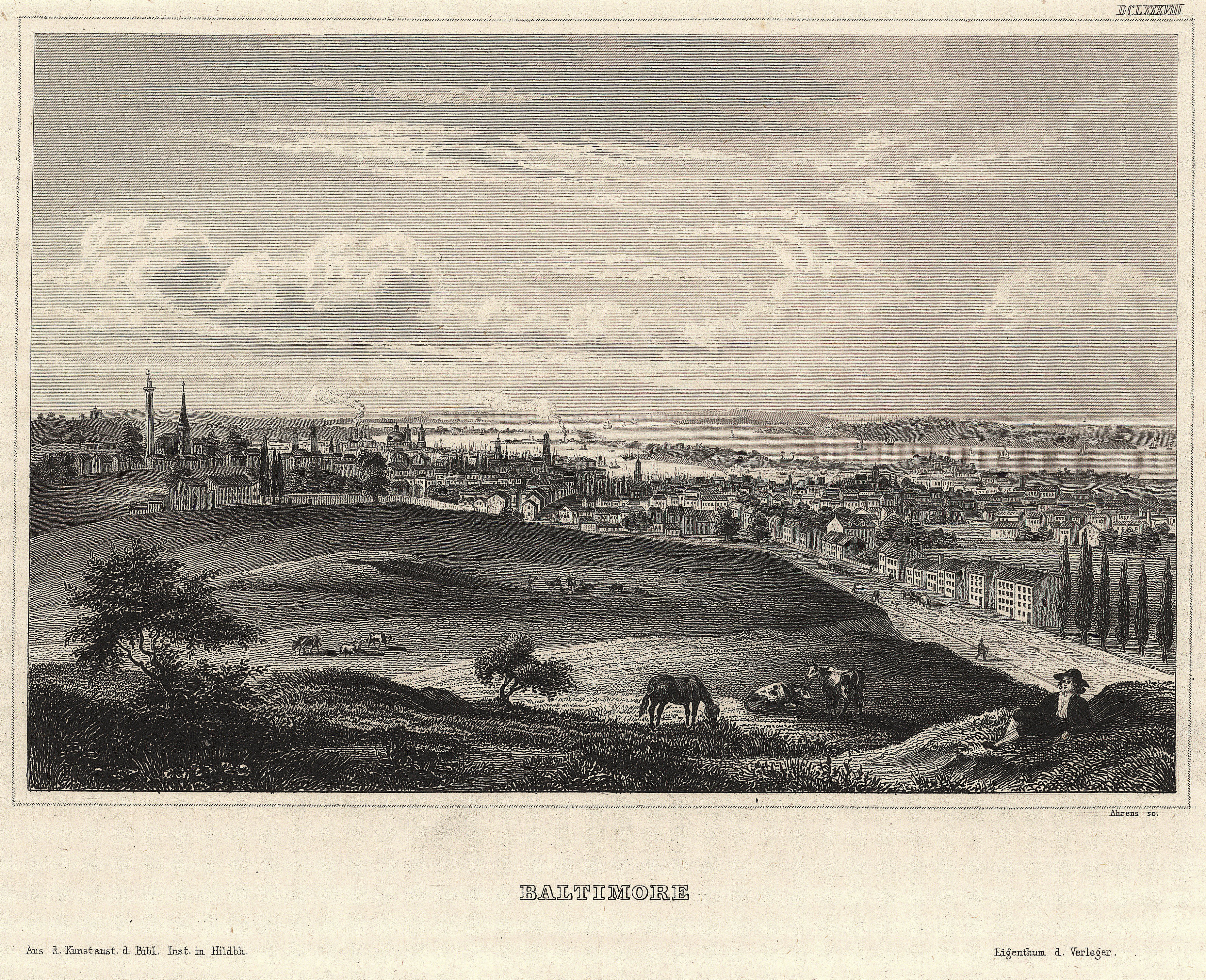
Baltimore Mitte des 19. Jh.

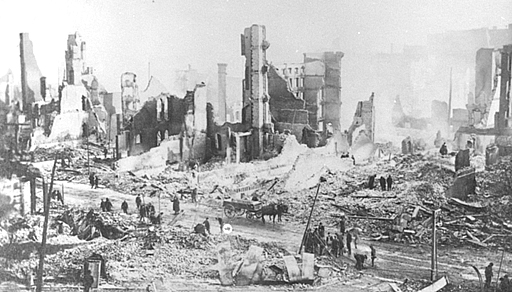
Szene aus Baltimore nach dem Großbrand im Jahr 1904

Die Stadt wurde im Jahr 1729 gegründet und nach dem ersten und zweiten Baron Baltimore benannt, den britischen Begründern der Maryland-Kolonie.
Der Name Baltimore ist irischen Ursprungs und rührt von einem Landgut Baltimore im irischen County Longford her. Zugrunde liegt das irische „Baile an Tí Mhóir“, was „Ort des großen Hauses“ bedeutet.
Anfangs als Hafen für den Tabakhandel angelegt, entwickelte sich die Stadt rasch zum Zentrum des Handels mit Europa und der Karibik. Als Philadelphia 1777 von den Briten besetzt wurde, tagte in Baltimore der Kontinentalkongress. Im Britisch-Amerikanischen Krieg von 1812 unternahmen die Briten den Versuch, die von Baltimore aus agierenden Freibeuter auszuschalten. Die Schlacht am Fort McHenry im Jahre 1814, die daraus entstand, inspirierte Francis Scott Key zum Text der späteren amerikanischen Nationalhymne The Star-Spangled Banner.
Am 28. Dezember 1827 legte in Baltimore die Baltimore-und-Ohio-Eisenbahngesellschaft den Grundstein für die erste Eisenbahnlinie der USA, die am 24. Mai 1830 feierlich eröffnet wurde. Sie war zunächst als Pferdebahn geplant; nach einem Wettrennen zwischen der Lokomotive Tom Thumb und einem Pferd musterte man bereits am 31. Juli 1831 alle Rösser aus und ging zu Dampfbetrieb über, obgleich das Pferd gesiegt hatte. 1835 kam es in Baltimore zu einer der schwersten Unruhen des 19. Jahrhunderts in den USA, nachdem die Bank of Maryland zusammengebrochen war und Anleger ihre Ersparnisse verloren hatten. Beim Eingreifen der Miliz wurden zwanzig Menschen getötet und rund einhundert verletzt.
1831 bis 1835 lebte der junge Edgar Allan Poe in Baltimore bei seiner Tante Maria Clemm. Er begann hier in großer Armut seine Laufbahn als Erfinder und Meister der Kurzgeschichte, lebte dann in Richmond (Virginia), Philadelphia und New York City. 1849 starb er auf bis heute nicht völlig aufgeklärte Art und Weise im Washington College Hospital in Baltimore. Er ist auf dem Friedhof der ehemaligen presbyterianischen Westminster-Kirche (heute: Westminster Hall and Burying Ground) begraben.
Durch die gute Eisenbahnverbindung in den Mittleren Westen und die Einrichtung einer regelmäßigen Dampfschifffahrtsverbindung des Norddeutschen Lloyds von Bremerhaven nach Baltimore entwickelte sich der Hafen zum zweitgrößten Einwanderungshafen der USA nach New York.
Seit der Fertigstellung 1875 ist der Sitz des Bürgermeisters und des Stadtrates die Baltimore City Hall.
1886 entwickelte der deutsche Einwanderer Ottmar Mergenthaler hier die Linotype-Setzmaschine.
Am 7. Februar 1904 fielen bei einem Großbrand weite Teile der Stadt den Flammen zum Opfer. Vier Menschen kamen dabei ums Leben. Der geschätzte Sachschaden betrug rund 150 Millionen Dollar (nach heutiger Kaufkraft über 4,5 Milliarden Dollar).
Im Anschluss an die Ermordung Martin Luther Kings am 6. Mai 1968 kam es in Baltimore wie in über 100 anderen Städten zu gewalttätigen Ausschreitungen. In Baltimore waren diese besonders umfangreich, da in der Stadt der gesellschaftliche Wandel hin zur faktischen Rassentrennung besonders ausgeprägt war. Weiße zogen in die Vorstädte, während die Schwarzen in der alten Stadt zurückblieben. Der Gouverneur von Maryland Spiro Agnew reagierte ab dem 11. April mit besonderer Härte, seine Politik wird als Beginn der militärischen Aufrüstung der Polizei in den Vereinigten Staaten angesehen. Mehr als 10.000 Mann der Nationalgarde und der US-Armee wurden in die Stadt gerufen, über 5000 Festnahmen folgten, die meisten wegen Verstößen gegen die Ausgangssperre.
Am 26. März 2024 rammte ein Containerschiff einen Pfeiler der 1977 fertiggestellten Francis Scott Key Bridge im Zuge der Ringautobahn Interstate 695, woraufhin deren zentraler Stahlfachwerk-Teil einstürzte.
24 Stätten in der Stadt haben aufgrund ihrer geschichtlichen Bedeutung den Status einer National Historic Landmark. 294 Bauwerke und Stätten Baltimores waren Stand 11. November 2017 im National Register of Historic Places eingetragen.

## Klima
|                       | Jan  | Feb  | Mär  | Apr  | Mai  | Jun  | Jul  | Aug  | Sep  | Okt  | Nov  | Dez  |   |         |
| Mittl. Tagesmax. (°C) | 4,6  | 6,5  | 12,2 | 17,9 | 23,4 | 28,4 | 30,7 | 29,7 | 25,8 | 19,6 | 13,6 | 7,3  | ⌀ | 18,4    |
| Mittl. Tagesmin. (°C) | −4,8 | −3,4 | 1,2  | 5,8  | 11,4 | 16,6 | 19,3 | 18,7 | 14,7 | 7,7  | 2,8  | −2,1 | ⌀ | 7,4     |
|                       |      |      |      |      |      |      |      |      |      |      |      |      |   |         |
| Niederschlag (mm)     | 77,5 | 79,2 | 85,9 | 78,5 | 94,5 | 93,2 | 93,7 | 99,6 | 86,6 | 75,7 | 84,3 | 86,6 | Σ | 1.035,3 |
|                       |      |      |      |      |      |      |      |      |      |      |      |      |   |         |
| Regentage (d)         | 8,1  | 7,5  | 7,9  | 8,1  | 9,0  | 7,2  | 7,3  | 7,8  | 5,5  | 6,0  | 7,1  | 7,3  | Σ | 88,8    |

| −4,8 |

| −3,4 |

| 1,2 |

| 5,8 |

| 11,4 |

| 16,6 |

| 19,3 |

| 18,7 |

| 14,7 |

| 7,7 |

| 2,8 |

| −2,1 |

| −4,8 |

| −3,4 |

| 1,2 |

| 5,8 |

| 11,4 |

| 16,6 |

| 19,3 |

| 18,7 |

| 14,7 |

| 7,7 |

| 2,8 |

| −2,1 |

## Wirtschaft
Die Metropolregion von Baltimore erbrachte 2016 eine Wirtschaftsleistung von 187,4 Milliarden US-Dollar und belegte damit Platz 19 unter den Großräumen der USA. Die Arbeitslosenrate betrug vier Prozent und lag damit leicht über dem nationalen Durchschnitt von 3,8 Prozent (Stand: Mai 2018).
Baltimore ist Sitz vieler Firmen aus der Gesundheits- und Schönheitsindustrie sowie der Medizin und Pharmazeutik. Heute ist das Johns Hopkins Hospital der größte Arbeitgeber. Viele Forschungseinrichtungen, sowohl aus der Wirtschaft als auch staatliche Labors, haben ihren Sitz in und um Baltimore. Außer privaten Laboratorien beherbergt die Stadt 61 Forschungslabors auf bundesstaatlicher Ebene.
Momentan ist Baltimore die größte amerikanische Stadt ohne den Sitz eines Fortune-500-Unternehmens.

### Hafen

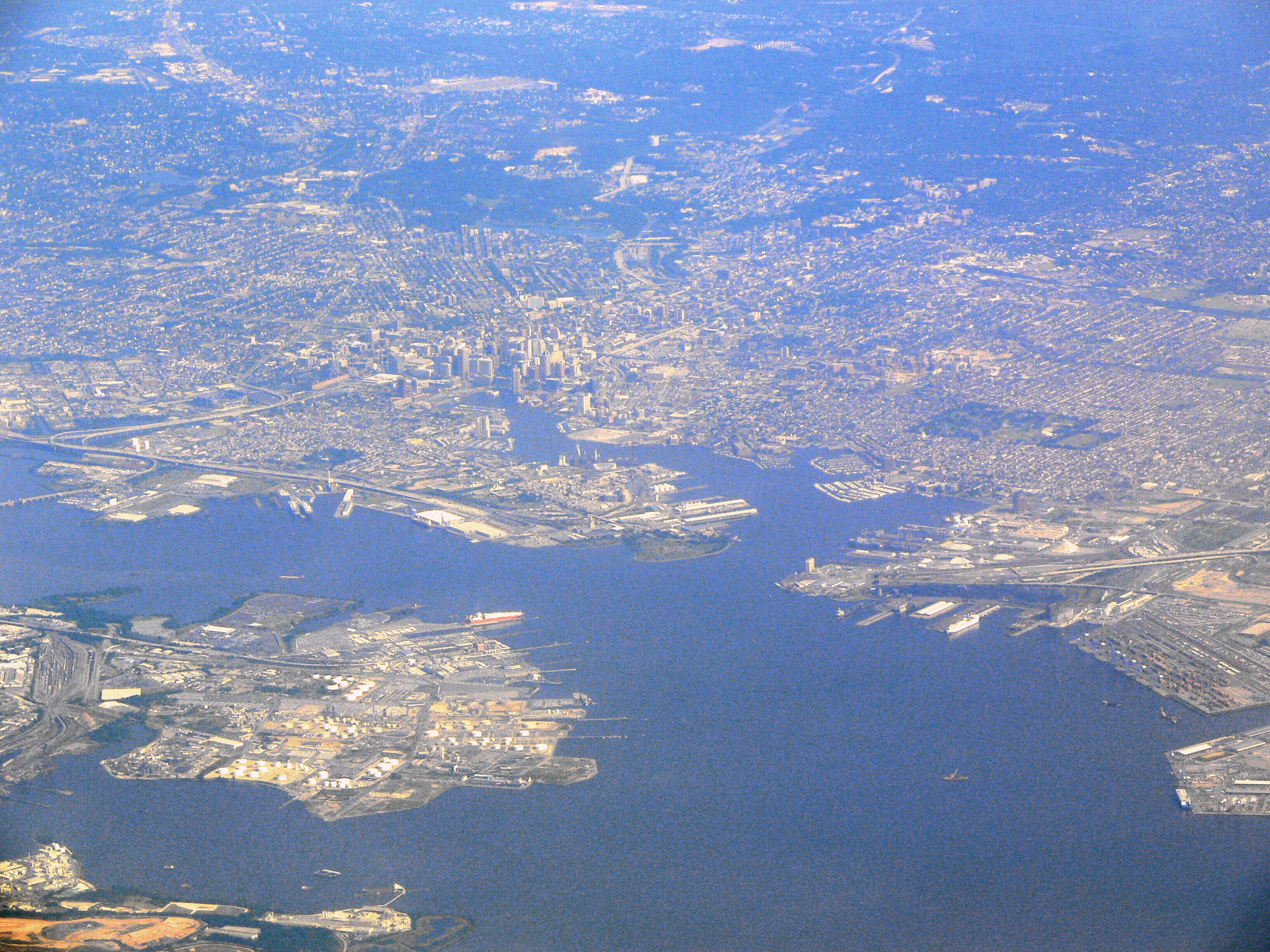
Baltimore mit seinen umfangreichen Hafen- und Industrieanlagen

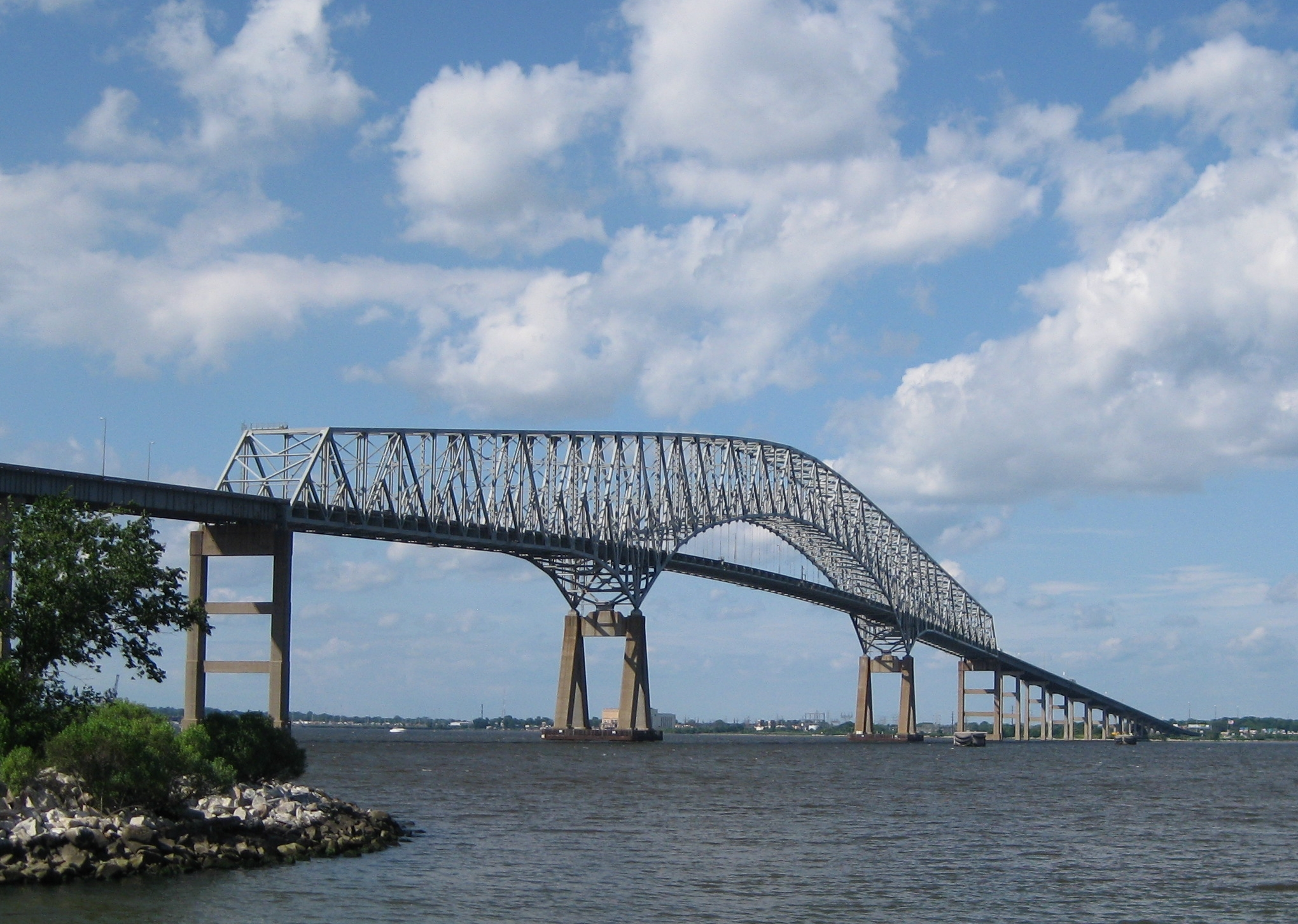
Die Francis Scott Key Bridge vor dem Einsturz im Jahr 2024

An der Mündung des Patapsco River in die Chesapeake Bay liegend, zählt der Hafen von Baltimore zu den größten Seehäfen der USA; er war Ausgangspunkt der Siedlungsgeschichte der Stadt. Die Stadt ist ein Verkehrszentrum zwischen Washington, D.C. und Philadelphia und unterhält den Baltimore-Washington International Airport (BWI).
Drei Flussüberquerungen verbanden die Ufer des Patapsco River. Im Jahr 1957 wurde der Baltimore Harbor Tunnel, eine Unterführung des Flusses fertiggestellt, zwanzig Jahre später folgte die Francis Scott Key Bridge. 1985 wurde ein weiterer Tunnel, der Fort McHenry Tunnel, eröffnet. Das Brückenbauwerk der Francis Scott Key Bridge war einschließlich der Rampenbrücken rund 2770 m lang. Eine Fachwerkträgerbrücke bildete den 806 m langen zentralen Teil, wovon 366 m auf die Hauptöffnung und je 220 m auf die Seitenöffnungen entfielen. Die Brücke hatte Stand 2024 die drittlängste Stützweite aller Stahlfachwerkbrücken. In den frühen Morgenstunden des 26. März 2024 rammte das rund 300 m lange Containerschiff Dali einen der Pfeiler. Der Fachwerkträger stürzte daraufhin ein. Der Einsturz der Brücke hat nicht nur eine Beeinträchtigung des Verkehrs an der Ostküste der Vereinigten Staaten zur Folge, sondern verursacht auch die Sperre der Hafeneinfahrt für viele Wochen. Das hat unter anderem Auswirkungen auf den Import und Export von Automobilen in und aus den USA. Nach rund elf Wochen nach dem Brückeneinsturz wurde die Nutzung der gesamten Wasserstraße von den Behörden in Baltimore freigeben. Die vollständige Öffnung der vielbefahrenen Transportroute ist wirtschaftlich enorm wichtig für die Hafenstadt.

### Wirtschaftsgeschichte
Der Hafen von Baltimore spielt auch für die Wirtschaftsgeschichte der Stadt eine zentrale Rolle. 
Ende des 18. Jahrhunderts wurde Baltimore weltweit bekannt durch die Baltimoreklipper, meist zweimastige Topsegelschoner, die ganz auf Geschwindigkeit konzipiert waren und ihre große Zeit zwischen etwa 1795 und 1825 hatten. Sie stellten den Beginn der Ära der Schnellsegler dar.
Die Chesapeake Bay gilt auch als Wiege der amerikanischen Dosenindustrie. In den 1860er Jahren entstanden mehrere große Konzerne, die sich auf Dosenkonservierung von Austern spezialisiert hatten.
Die Schwerindustrie hielt 1897 mit dem Sparrows-Point-Stahlwerk Einzug. Zur Blütezeit der Stadt kurz nach dem Zweiten Weltkrieg waren dort ein Stahlwerk der Bethlehem Steel, der Flugzeughersteller Glenn-Martin, die Werft Bethlehem Sparrows Point Shipyard, eine Autofabrik von General Motors und mehrere Nahrungsmittelfabriken angesiedelt. 45.000 Arbeiter waren in den Werften beschäftigt, 50.000 in der Flugzeugindustrie und 30.000 im Stahlwerk.
In den folgenden Jahrzehnten kam es zu einer starken Deindustrialisierung.

## Bevölkerung
In Baltimore lebten 2014 etwa 63,3 Prozent Afroamerikaner, 28,3 Prozent Weiße, 2,6 Prozent Asiaten, 0,4 Prozent amerikanische Ureinwohner sowie 0,1 Prozent Hawaiianer. Die restlichen 5,3 Prozent sind hispanischer Herkunft oder sahen sich mehreren Ethnien angehörig.

### Einwohnerentwicklung
Während die Einwohnerzahlen der Stadt Baltimore rückläufig sind, wächst die Bevölkerung der Metropolregion.
| Stadt |           |
| Jahr  | Einwohner |
| 1950  | 949.708   |
| 1960  | 939.024   |
| 1970  | 905.787   |
| 1980  | 786.741   |
| 1990  | 736.014   |
| 2000  | 651.262   |
| 2010  | 621.143   |
| 2020  | 585.708   |

| Metropolregion |           |
| Jahr           | Einwohner |
| 1990           | 2.382.172 |
| 2000           | 2.553.137 |
| 2010           | 2.710.583 |
| 2020           | 2.844.510 |

### Bildung
Die weltbekannte, besonders in der Medizin herausragende Johns-Hopkins-Universität befindet sich in Baltimore. Im umliegenden Kreis haben die University of Maryland, Baltimore County, die Towson University und die University of Baltimore ihren Sitz.
Mit dem 1826 gegründeten Maryland Institute College of Art befindet sich eine der ältesten Kunsthochschulen der Vereinigten Staaten in Baltimore.

## Politik

### Flagge
Die Flagge Baltimores zeigt das Battle Monument, ein lokales Monument, das zwischen 1815 und 1825 errichtet wurde. Es wurde von Veteranen des Krieges von 1812 errichtet. Der Hintergrund ist den Farben der Familie Calvert (Träger des Adelstitels Baron Baltimore) gehalten – ebenso wie die Flagge Marylands.
Die North American Vexillological Association bewertete die Flagge 2004 als positiv (sie belegte den 18. Platz von 150).

### Partnerstädte
- Alexandria, Ägypten
- Ashkelon, Israel
- Cádiz, Spanien
- Gbarnga, Liberia
- Genua, Italien
- Kawasaki, Japan
- Luxor, Ägypten
- Odessa, Ukraine
- Piräus, Griechenland
- Rotterdam, Niederlande
- Xiamen, China

### Gegenwärtige Probleme
Baltimore hat unter den US-amerikanischen Großstädten am stärksten mit Armut, Verwahrlosung, Drogenabhängigkeit und Suburbanisierung zu kämpfen. Die Stadt hat eine hohe Kriminalitätsrate, mit – unter anderem – knapp 300 Tötungsdelikten pro Jahr, wobei sich diese in den letzten Jahren nach einem kurzfristigen Rückgang wieder auf 300 derartige Vorfälle pro Jahr einpendelte. So wurde im Jahr 2008 eine Zahl von 234 gemeldet, 2018 fielen jedoch wieder 309 Menschen zum Opfer.
Das Problem der Kriminalität ist vielen amerikanischen Fernsehzuschauern durch die Serien Homicide und The Wire vertraut. In der Serie „The Wire“ lautet ein Spitzname der Stadt daher auch „Body more, Murderland“ (deutsch in etwa: „noch ne Leiche, Mordland“), eine Anspielung auf die volle Nennung des Namens mit Bundesstaat („Baltimore, Maryland“), wie es in den USA üblich ist.
Der Bevölkerungsschwund in Baltimore ist so stark ausgeprägt wie in wenigen anderen Großstädten der USA. 1950 lebten noch 949.708 Einwohner in Baltimore, damit gehörte es damals zu den größten Städten der USA. Seit 1950 ist die Bevölkerungszahl  Baltimores ununterbrochen gesunken, während sich die der USA im selben Zeitraum mehr als verdoppelt hat. 2010 lebten noch 620.691 Leute in der Stadt, 4,6 Prozent weniger als im Jahr 2000.
Laut der Forbes-Liste aus dem Jahr 2009 ist Baltimore eine der zehn gefährlichsten Städte in den USA.
Des Weiteren hat eine FBI-Studie die Kriminalitätsraten in US-Städten im Jahr 2010 untersucht, auch dort war Baltimore mit Rang acht unter den zehn gefährlichsten Städten aufgelistet. Zwar gab es einen allgemeinen Rückgang von Gewaltverbrechen, aber besonders schwere Delikte nahmen zu.
Laut der Zeitung The Baltimore Sun wurde zwischen Juni 2012 und April 2015 in fast 2600 Fällen Häftlingen, die in Polizeigewahrsam waren, die Einlieferung in die städtische Haftanstalt verweigert, da sie zu schwer verletzt waren. Den Dokumenten zufolge wiesen 123 Häftlinge sichtbare Kopfverletzungen auf. Andere hatten gebrochene Knochen, Verletzungen im Gesicht und Bluthochdruck.
Im Juli 2019 bezeichnete Donald Trump den in der Stadt gelegenen Wahlkreis des Abgeordneten Elijah Cummings in mehreren Kurznachrichten als „ein ekelhaftes, ratten- und nagetierverseuchtes Chaos“. Er lenkte damit aber die Aufmerksamkeit auf die Zustände in den Wohnanlagen seines Schwiegersohnes Jared Kushner, in denen wegen Schimmels, Nagerbefalls und anderer Mängel ab 2017 Bußgelder in Höhe von 13.200 Dollar verhängt wurden. Von 899 Wohneinheiten, die Kushner gehören oder gehörten, bestanden 200 die jährlichen Inspektionen nicht. Die Tierschutzorganisation PETA reagierte mit einem Billboard, auf dem sie einen auf einem Geldhaufen sitzenden Mann (Kushner) einer Maus mit einem Stück Käse gegenüberstellte.

## Kultur
Das 1916 gegründete Baltimore Symphony Orchestra (BSO) ist eines der großen Symphonieorchester der Vereinigten Staaten von Amerika. Es erwarb sich unter der Leitung von Musikdirektor David Zinman (1985 bis 1998) einen internationalen Ruf. In diese Phase fiel der Gewinn der Grammy Awards 1990 auf eine Aufnahme von Werken für Cello und Orchester von Samuel Barber und Benjamin Britten mit Yo-Yo Ma als „Beste Soloinstrument-Darbietung mit Orchester“. 2007/2008 übernahm Marin Alsop die Leitung des Baltimore Symphony Orchestra als erste Frau in der Geschichte, die einem großen US-amerikanischen Orchester vorsteht.
Die Probleme der Stadt inspirierten Randy Newman zu seinem berühmten Lied Baltimore, das auch von Nina Simone, Nils Lofgren sowie von Udo Lindenberg in einer deutschen Version interpretiert wurde.
In dem Gedicht Incident von Countee Cullen wird Baltimore als Ort der Erstbegegnung eines kleinen Jungen mit der Diskriminierung von Schwarzen erwähnt.
Die Handlung des Musicals Hairspray, von dem es auch zwei Filmversionen gibt (Original von 1988; Remake von 2007), spielt im Baltimore des Jahres 1962.
Baltimore war der Sitz des „Baltimore Gun Clubs“, der in Jules Vernes Roman Von der Erde zum Mond die ersten Menschen zum Mond schickte.
Die von der Kritik hochgelobte Fernsehserie The Wire (2002–2008) spielt in Baltimore und beschreibt die hohe Kriminalität und die sozialen Probleme Baltimores.
Baltimore war Drehort für Filme wie Der Staatsfeind Nr. 1 und Schlaflos in Seattle (der Stadtteil Fell’s Point). Im Film Der Anschlag (2002) explodiert hier eine Atombombe, und ein großer Teil der Innenstadt von Baltimore wird vernichtet.

### Sehenswürdigkeiten
Kirchen

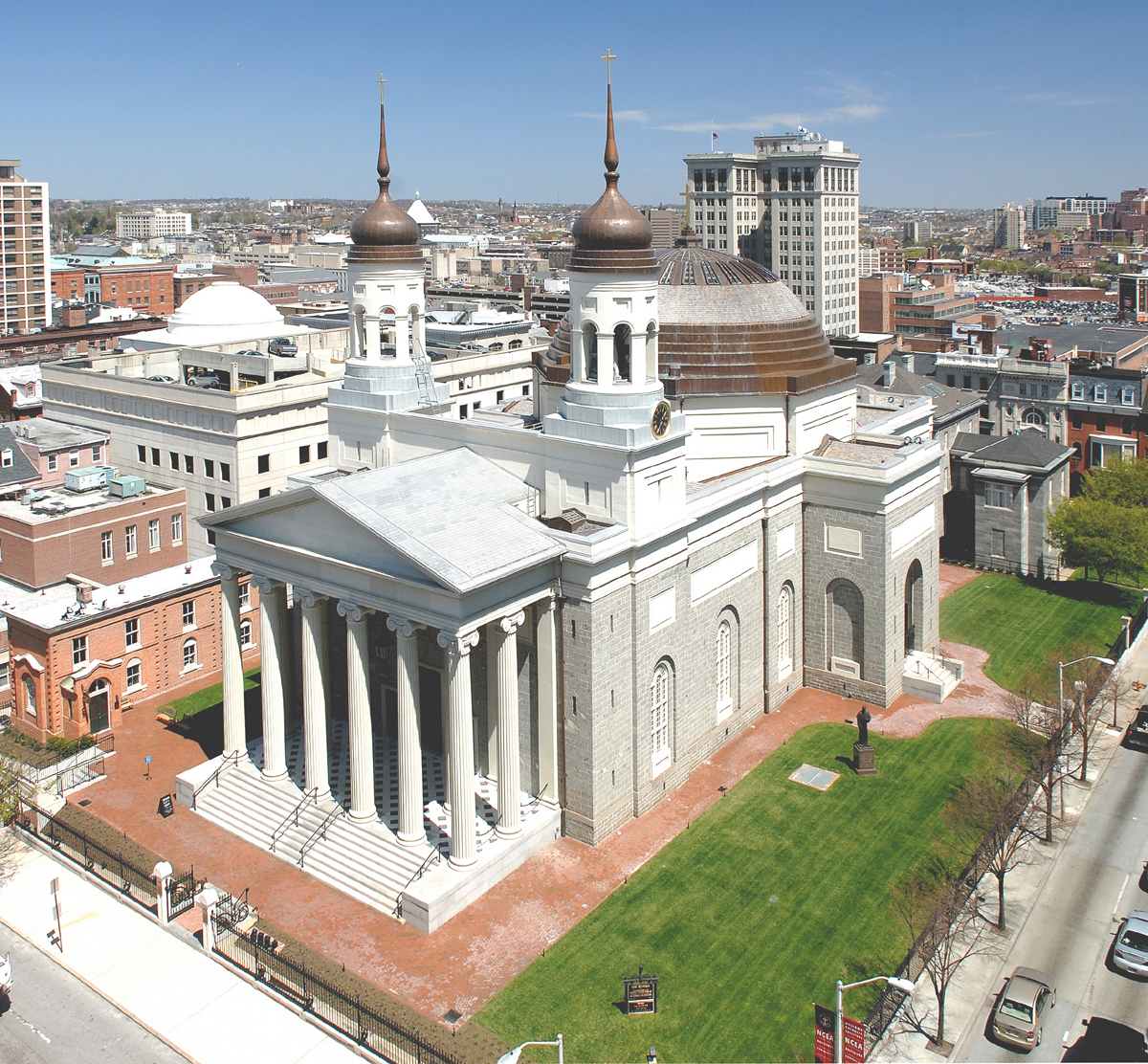
Nationalheiligtum Basilika Mariä Himmelfahrt (2007)

- Nationalheiligtum Basilika Mariä Himmelfahrt, 1806–1821 nach Plänen von Benjamin Latrobe als Kathedrale des römisch-katholischen Erzbistums Baltimore errichtet, heute Konkathedrale
- Neue katholische Kathedrale Maria Königin, erbaut 1954–1959
- Zion Church of the City of Baltimore: 1807 errichtete Kirche; es gab einen Vorgängerbau aus dem Jahr 1762. Die Gemeinde der „Zion Church of the City of Baltimore“ wurde von deutschen Einwanderern gegründet; noch vor der Unabhängigkeitserklärung der USA hielten sie in Baltimore lutherische Gottesdienste in deutscher Sprache ab. Diese Tradition wird ununterbrochen bis in die Gegenwart fortgeführt.
- Mount Vernon Place United Methodist Church, gelistet im National Register of Historic Places.[34]
- St. Michael’s Church, gelistet im National Register of Historic Places.[35]
- St. Mark’s Evangelical Lutheran Church, denkmalgeschützt, Innenraum gestaltet durch die Tiffany Studios in New York City.

Museen

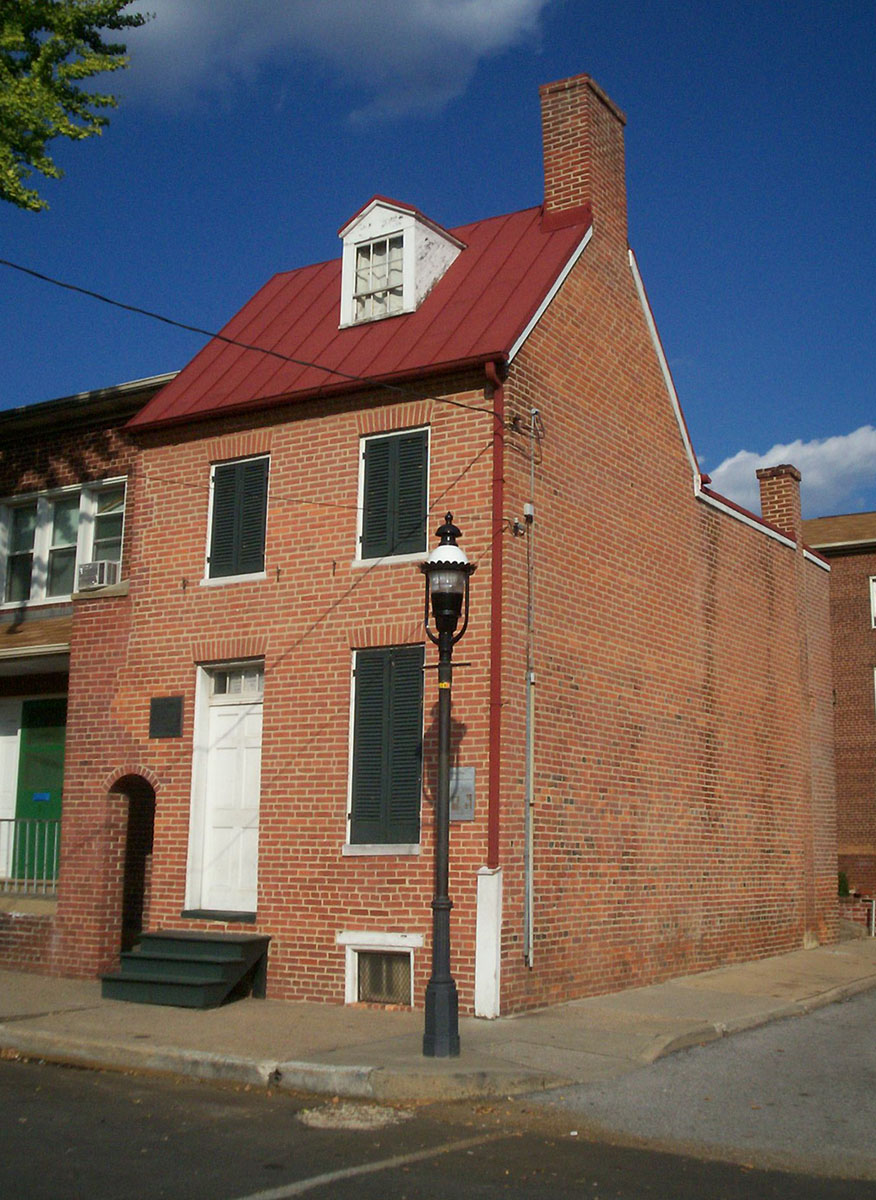
Das Edgar Allan Poe House and Museum (2007)

- Edgar Allan Poe House and Museum: Poe lebte von 1831 bis 1835 zusammen mit seiner Tante Maria Clemm und seiner Cousine Virginia Clemm Poe in Baltimore
- Walters Art Museum
- Baltimore Museum of Art: mit der Cone-Collection der Schwestern Cone, eine der umfangreichsten Sammlungen an Werken von Henri Matisse
- Contemporary Museum
- B&O Railroad Museum
- National Aquarium: direkt am Hafen
- Fort McHenry
- Museumsschiff USCGS Taney, ehemals letztes aktives Kriegsschiff, das den Angriff auf Pearl Harbor überstanden hatte. Zuletzt war es eingesetzt als Schiff der Küstenwache.
- Museumsschiff USS Constellation. Eines der ältesten noch erhaltenen Segelschiffe der US-Navy.

Denkmale
- Grab von Edgar Allan Poe
- Washington Monument: ältestes Denkmal zu Ehren von George Washington

Schulgebäude
- Booker T. Washington Middle School: denkmalgeschütztes Schulgebäude im Stil der Neuromanik

Historische Objekte
Der National Park Service weist für Baltimore 25 National Historic Landmarks (Stand Dezember 2016) aus, darunter befinden sich das B&O Railroad Museum, die USS Constellation, das Nationalheiligtum Basilika Mariä Himmelfahrt und das Edgar Allan Poe House and Museum. 298 Bauwerke und Stätten der Stadt sind im National Register of Historic Places (NRHP) eingetragen (Stand 17. November 2018).

### Sport
Baltimore ist seit 1996 die Heimat des NFL-Teams Baltimore Ravens. Die Ravens konnten bislang zweimal den Super Bowl gewinnen. Zuvor waren die Baltimore Colts ab 1953 das NFL-Team von Baltimore und waren im Super Bowl V siegreich. 1984 zog das Franchise nach Indianapolis, wo es bis heute spielt.
Außerdem spielt im Baseball-Stadion Camden Yards das MLB-Team Baltimore Orioles.
In der National Basketball Association (NBA) war Baltimore von 1949 bis 1954 durch die Baltimore Bullets vertreten. Im Jahr 1963 zogen die Chicago Zephyrs nach Baltimore und trugen von da an ebenfalls den Namen Baltimore Bullets. 1973 zog das Franchise nach Washington, D.C. weiter, wo es heute unter dem Namen Washington Wizards spielt.
siehe auch: Newington Park, ehemalige Sportstätte